# Eduroam
Eduroam (acrônimo em inglês para education roaming) é uma rede de serviços internacional de roaming para os usuários em pesquisa no ensino superior e cursos subsequentes. Ela fornece aos pesquisadores, professores e estudantes um fácil e seguro acesso a rede ao visitar uma instituição diferente da sua. A autenticação de usuários é realizada pela sua instituição de origem, usando as mesmas credenciais utilizadas ao acessar a rede local, enquanto a autorização para acesso a Internet e outros recursos é tratada pela instituição visitada. Os utilizadores não pagam para usar o serviço, que é fornecido a nível local pelas instituições (universidades, faculdades, institutos de pesquisa e etc.).
A nível nacional é organizada pelo Roaming Nacional de Operadores, que são, em muitos casos, as Redes de Pesquisa e Educação (Nren) de seus países. No caso do Brasil é provida pela Rede Nacional de Ensino e Pesquisa (RNP) . A nível global, a organização está sob o patrocínio da TERENA, que é também detentora dos copyrights da marca. A Arquitetura para a Rede Roamind da eduroam é definido pela RFC 7593.
Em alguns países, o acesso à Internet via eduroam também está disponível em outros locais além das instituições participantes, por exemplo, em bibliotecas, edifícios públicos, estações ferroviárias e aeroportos.
Na Bélgica, Belnet utiliza esta tecnologia para fornecer um serviço semelhante as Administrações públicas Belgas sob o nome de govroam. Uma govroam de serviços para municípios na Holanda, foi lançado em outubro de 2013.

## História
Esta iniciativa começou em 2002 quando, durante os preparativos para a criação da força tarefa da TERENA, TF-Mobility Klaas Wierenga of SURFnet, partilhando a ideia de combinar a tecnologia de infra-estrutura RADIUS com a IEEE 802.1 X para assim oferecer a rede roaming de acesso através de redes de pesquisa e educação. Inicialmente, o serviço foi acompanhado por instituições na Holanda, Alemanha, Finlândia, Portugal, Croácia e o Reino Unido. Mais tarde, outras NRENs na Europa, abraçaram a ideia e começaram a juntar suas infra-estruturas, e então a nomeando de eduroam. Desde 2004, a União Europeia vem co-financiando pesquisas e trabalhos de desenvolvimento relacionadas a eduroam através dos projetos GN2 e GN3. Desde de setembro de 2007, a União Europeia vem financiando tais projetos, além de dar continuidade na manutenção e no funcionamento da eduroam na Europa.
O primeiro país não Europeu a aderir a eduroam foi a Austrália, em dezembro de 2004. No Canadá, o eduroam começou como uma iniciativa da Universidade da Colúmbia Britânica, que mais tarde foi assumida pela Rede Canadense para o Avanço da Pesquisa, Indústria e Educação (CANARIE) como um serviço da Federação Canadense ao Acesso. Nos Estados Unidos, eduroam era inicialmente um projeto piloto entre a National Science Foundation e a Universidade de Tennessee (UTK). Em 2012 a Internet2 anunciou a adição da eduroam às suas ofertas de serviços NET+. A AnyRoam LLC, uma empresa privada, formada por ex-funcionários da UTK, com o intuito de atuar como membro corporativo ativo da Internet2 administrando os servidores de nível superior.

## Tecnologia
O serviço eduroam usa o IEEE 802.1X como o método de autenticação e um sistema hierárquico de servidores RADIUS. A hierarquia consiste em servidores RADIUS nas instituições participantes, servidores nacionais RADIUS administrados pelos operadores nacionais de roaming e servidores RADIUS regionais de nível superior para regiões mundiais individuais. Quando um usuário A da instituição B no país C com domínio de nível superior de código de país xy visita a instituição P no país Q, o dispositivo móvel da A apresenta suas credenciais ao servidor RADIUS da instituição P. Esse servidor RADIUS descobre que não é responsável pelo domínio Institutição_B.xy e solicita o pedido ao proxy de acesso ao servidor nacional RADIUS do país Q. Se C e Q são países diferentes, é, por sua vez, dependente do servidor regional RADIUS de nível superior e, em seguida, do servidor RADIUS nacional do país C, que possui uma lista completa das instituições participantes eduroam nesse país. Esse servidor nacional encaminha as credenciais para a instituição de origem B, onde são verificadas. O "reconhecimento" viaja de volta pela hierarquia de proxy para a instituição visitada P e o acesso do usuário é concedido.
Como as credenciais do usuário viajam através de vários servidores intermediários, não estão sob o controle da instituição de origem do usuário, é importante que as credenciais sejam protegidas. Este requisito limita os tipos de métodos de autenticação que podem ser usados. Basicamente, existem duas categorias de métodos de autenticação úteis: aqueles que usam credenciais na forma de algum mecanismo de chave pública com certificados e aqueles que usam a chamada autenticação túnel. A maioria das instituições usa um método de autenticação túnel que requer apenas certificados de servidor. Esses certificados de servidor são usados para configurar um túnel seguro entre o dispositivo móvel e o servidor de autenticação, através do qual as credenciais do usuário são transportadas de forma segura.
Ocorre uma complicação se a instituição de origem do usuário não usar um domínio de nível superior de código de país de duas letras como parte de seu domínio, mas um domínio genérico de nível superior, como .edu ou .org. Por inspeção de tais reinos, não é possível determinar a qual servidor RADIUS nacional o pedido deve ser roteado. Tais domínios, portanto, por padrão, não funcionarão em roaming internacional. A solução para este problema envolve a criação de exceções nas tabelas internacionais de roteamento de solicitação RADIUS; no entanto, esta solução alternativa não escala conforme o número de entradas de exceção cresce. Várias soluções foram propostas para eliminar esta solução no futuro, sendo a mais promissora RADIUS sobre TLS com Dynamic Discovery, que não depende de tabelas de roteamento estático dentro de uma configuração de servidor RADIUS para encaminhar solicitações para seu destino adequado. Em vez disso, a instituição participante adiciona um único registro de recurso DNS à zona DNS de seu próprio domínio, que indica por qual autenticação eduroam do servidor para o domínio é tratada.

## Administração
A TERENA estabeleceu uma leve estrutura de administração global. Reconhecendo uma grande variedade na organização e no financiamento de redes de pesquisa e educação em diferentes países e regiões, as regras impostas sobre as operações do eduroam são limitados a requisitos técnicos e administrativos, que são necessários para assegurar o bom e seguro funcionamento da eduroam em todo o mundo. Além disso, os operadores da eduroam possuem um papel fundamental na criação e manutenção de regras de administração para a eduroam global.
O Comitê de Administração Global da eduroam (GeGC) tem o papel central na estrutura de administração da eduroam global. Os seus membros são nomeados pela Confederação Europeia da eduroam , respectivamente, pelos Roaming Nacional de Operadores em outras regiões do mundo, e são nomeados pelos TERENA. O GeGC é composto por três membros da Europa, dois representantes da Ásia-Pacífico, dois representantes da América do Norte, dois representantes da América latina e dois representantes da África. Além disso, TERENA pode nomear um ou mais peritos sem direito a voto para a GeGC.

## Implantação geográfica
eduroam está disponível em determinados países com um Roaming Nacionais assinados pela Declaração de Conformidade da eduroam. Os sessenta e sete países estão listados abaixo. Além disso, pode haver implantações piloto em países que estão em processo de adesão eduroam.

### Europa
As NRENs que são membros do GN3 juntaram-se à Confederação Europeia da eduroam através da assinatura da política da confederação que requer que seus membros cumpram um conjunto de técnicas e requisitos organizacionais, mais específicos do que a Declaração de Conformidade presente na declaração global da eduroam.
Como consequência, o eduroam foi implantado nos seguintes países: Áustria (ACOnet), Bélgica (Belnet), Bulgária (BREN), Croácia (Livrete), Chipre (CYNET), República checa (CESNET), Dinamarca (NORDUnet, operado pela DeIC), Estónia (EENet), Finlândia (NORDUnet, operado pela FUNET), França (RENATER), Alemanha (DFN), Grécia (GRNET), Hungria (NIIF), Islândia (NORDUnet, operado pela RHnet), Irlanda (HEAnet), Israel (IUCC), Itália (GARR), Letónia (SigmaNet), Lituânia (LITNET), Luxemburgo (RESTENA), Macedónia (MARNET), Malta (Universidade de Malta), Montenegro (MREN), Holanda (SURFnet), Noruega (NORDUnet, operado pela UNINETT), Polónia (PSNC), Portugal (FCCN), Roménia (RoEduNet), Sérvia (AMRES), Eslováquia (SANET), Eslovénia (ARNES), Espanha (RedIRIS), Suécia (NORDUnet, operado pela SUNET), Suíça (SWITCH), Turquia (ULAKBIM), Reino Unido (Janet).
Além disso, três NRENs membros, sem direito de voto, associados do projeto GN3 , se juntaram a confederação Europeia da eduroam; eles representam a Bielorrússia (UIIP), Moldávia (RENAM) e Rússia (Joint Centro do Supercomputador da Academia russa de Ciências).
Finalmente, cinco NRENs que não estão envolvidos no projeto GN3 se juntaram confederação Europeia da eduroam, numa base voluntária, permitindo a implantação do serviço em Andorra (Universitat d'Andorra), Armênia (ASNET-AM), Azerbaijão (AzScienceNet), Cazaquistão (KazRENA) e Quirguistão (KRENA).
Os servidores RADIUS de nível superior europeus são operados pela SURFnet e pela Forskningsnettet.

### Ásia-Pacífico
eduroam é implantada nos seguintes países e economias: Austrália (AARNet), China (CSTNET), Hong Kong (Harnet), Índia (ERNET), Japão (NII), Macau,Universidade de Macau), Malásia (UPM), Nova Zelândia (REANNZ), Arábia saudita (KAUST), Singapura (SingAREN), Coreia do Sul (KREONET), Sri Lanka (Universidade de Moratuwa), Taiwan (Ministério da Educação) e a Tailândia (UniNet).
Na Ásia-Pacífico servidores RADIUS de nível superior são operados pela AARNet e pela Universidade de Hong Kong.

### América Do Norte
eduroam é implantada no Canadá (CANARIE) e Estados Unidos (Internet2, operado pela AnyRoam LLC).

### América Latina
eduroam é implantada na Argentina (Innova-VERMELHO), Brasil (RNP), Chile (REUNA), Colômbia (RENATA), Costa Rica (RedCONARE), Equador (CEDIA), México (CUDI) e Peru (RAAP).

### África
eduroam é implantada no Quênia (KENET), Marrocos (MARWAN) e África do Sul (PRINCÍPIO).